# Knolselderij

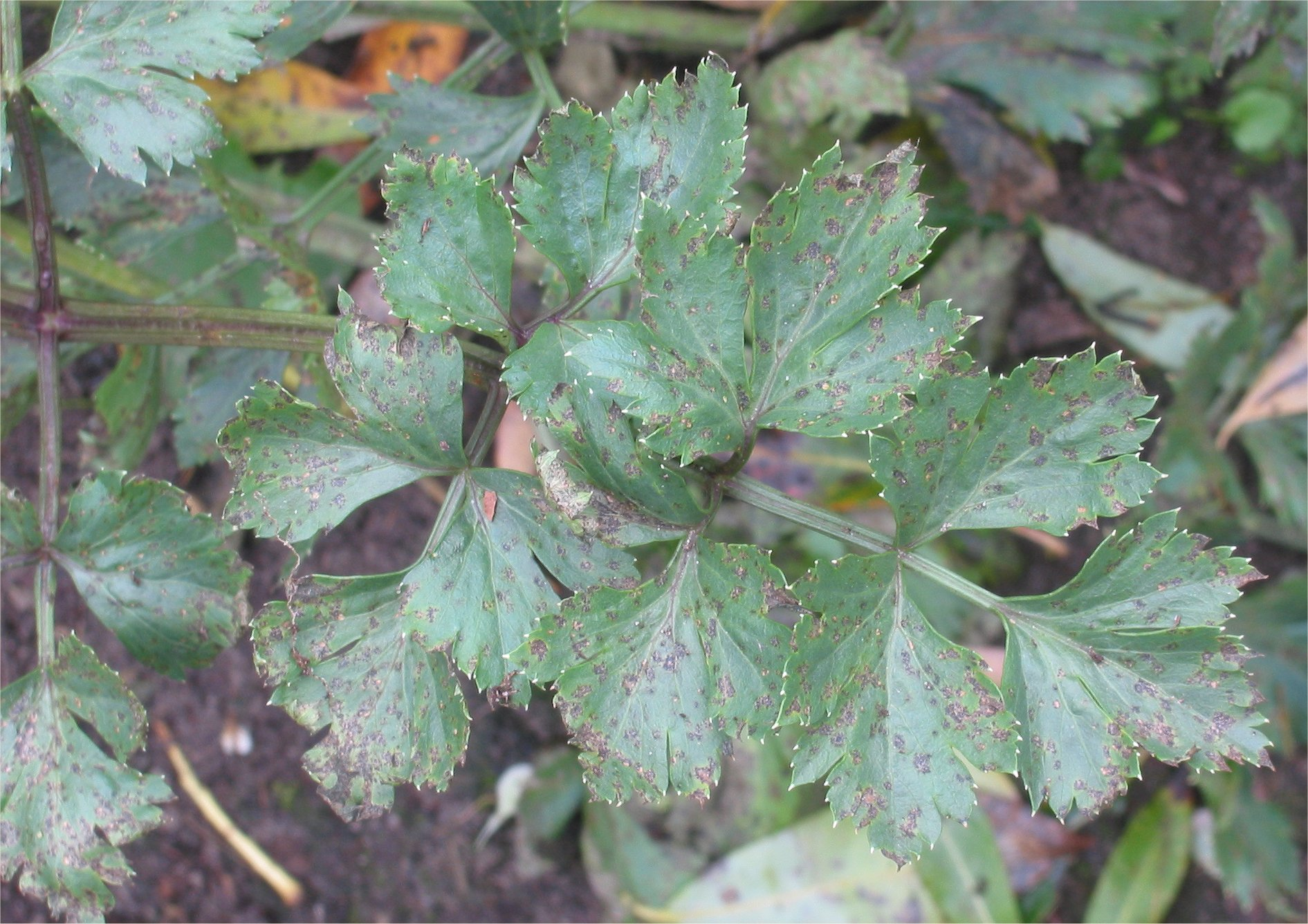
Bladvlekkenziekte

Knolselderij (Apium graveolens var. rapaceum) is een variëteit van selderij die net boven de grond een knol vormt. Knolselderij vormt een knol met een diameter van zo'n 10 cm. De knollen voor industriële verwerking moeten groter zijn dan die voor verse consumptie. Hoewel knolselderij voor de knol wordt geteeld, kunnen de bladeren ook worden gegeten. Vaak wordt in het vroege voorjaar knolselderij met een toefje loof in de handel gebracht.
Selderijplanten lijken in het jonge stadium veel op elkaar. Op oudere leeftijd zijn ze te herkennen door de knol en de bij bleekselderij brede of bij snijselderij fijne bladstelen.
Geraspte of in stukken gesneden knolselderij is bijzonder smakelijk met name in de erwtensoep. Ook voor het trekken van bouillon is hij heel geschikt. De smaak van de knol is milder dan die van de bladeren van de snijselderij.
Uiteraard kan men de jonge bladeren van de knolvariant ook best, net als die van de andere variant, in de soep gebruiken. De jonge bladeren zijn altijd veel zachter en veel eetbaarder. Knol- en snijselderij overleven milde winters, maar vormen in het tweede jaar een bloemstengel en sterven daarna af. Er moet dus ieder jaar opnieuw worden gezaaid.
Geraspt is de knolselderij te verwerken tot een selleriesalade.

## Teelt
De langloofrassen worden op zaaibed eind februari tot half maart gezaaid en half mei tot begin juni uitgeplant met een plantafstand van 50 cm tussen de rijen en 50 cm in de rij. Het zaad moet zeer oppervlakkig worden gezaaid, omdat knolselderijzaad alleen kiemt onder invloed van licht, het is een zogenaamde lichtkiemer. Voor de kortloofrassen is dit half maart tot begin april, respectievelijk eind mei tot half juni uitgeplant met een plantafstand van 50 cm tussen de rijen en 40 cm in de rij. De oogst vindt plaats van eind oktober tot half november.
Selderij moet met voldoende aandacht verzorgd worden tijdens de groeiperiode en verkiest verder warmte en heeft 80 à 240 dagen nodig om te groeien.

## Rassen
Er zijn twee typen knolselderij:
- Kortloofrassen met ronde knollen. o.a. 'Alba', 'Albatros', 'Iram'. Deze rassen groeien sneller dan die van het andere type.
- Langloofrassen met min of meer hoekige knollen. o.a. 'Roem van Zwijndrecht', 'Monarch', 'Prager Reuzen' en 'Dolvi'.

## Ziekten
Knolselderij kan worden aangetast door de schimmels bladvlekkenziekte Septoria apiicola en schurft Phoma apiicola.
Ook kan hartrot optreden door aantasting van de bacterie Erwinia carotovora subsp. carotovora. De voet van de hartbladeren beginnen te rotten, waarna ook de knol wordt aangetast.

## Voedingsstoffen
De voedingswaarde van 100 gram verse knolselderij is:
| Energetische waarde | 134 kJ   |
| Koolhydraten        | 5 gram   |
| Eiwit               | 2 gram   |
| Vet                 | 0,4 gram |
| Vitamine C          | 12 mg    |
| Vitamine B1         | 0,03 mg  |
| Vitamine B2         | 0,03 mg  |
| Calcium             | 80 mg    |
| IJzer               | 1,0 mg   |

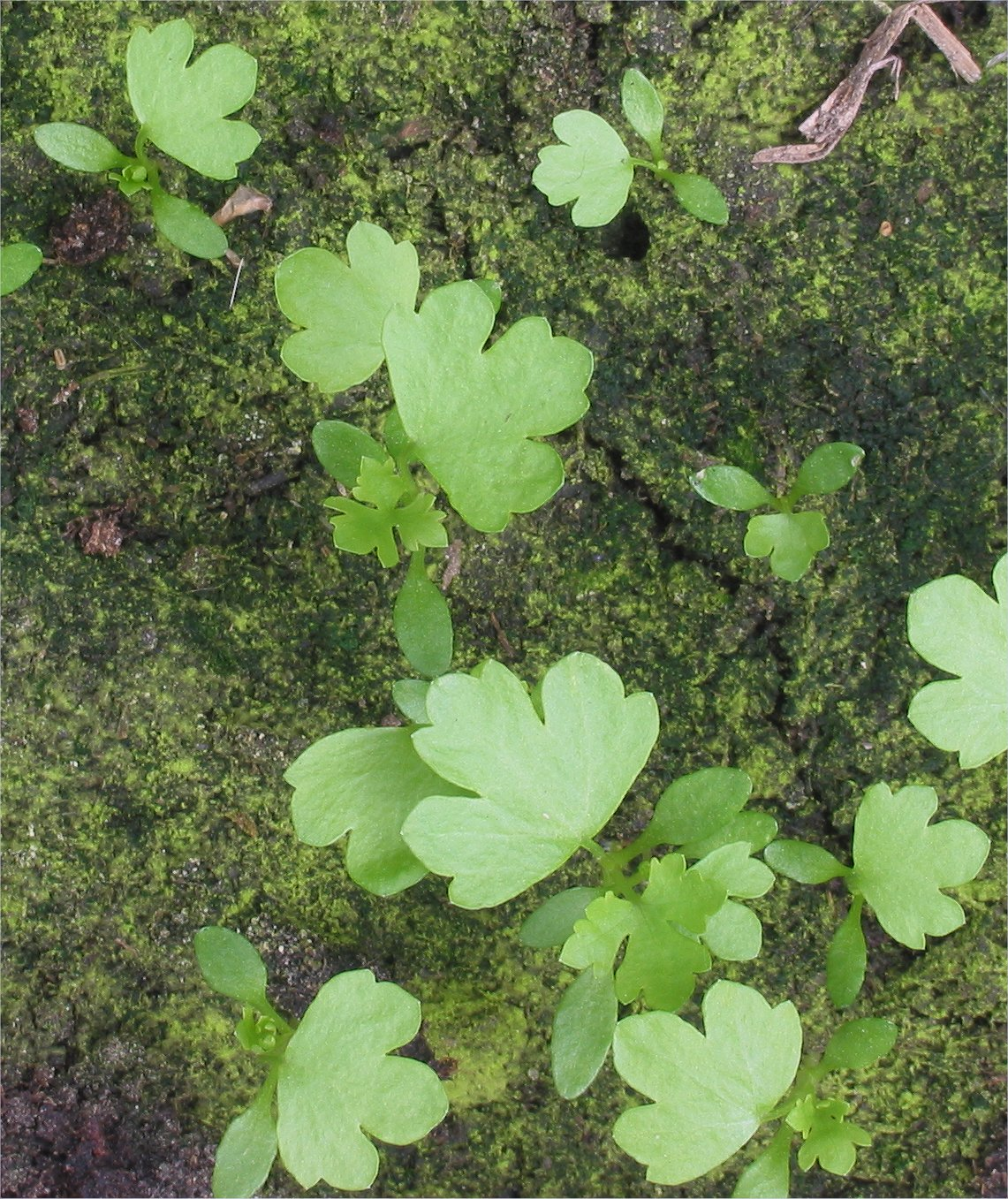
kiemplanten
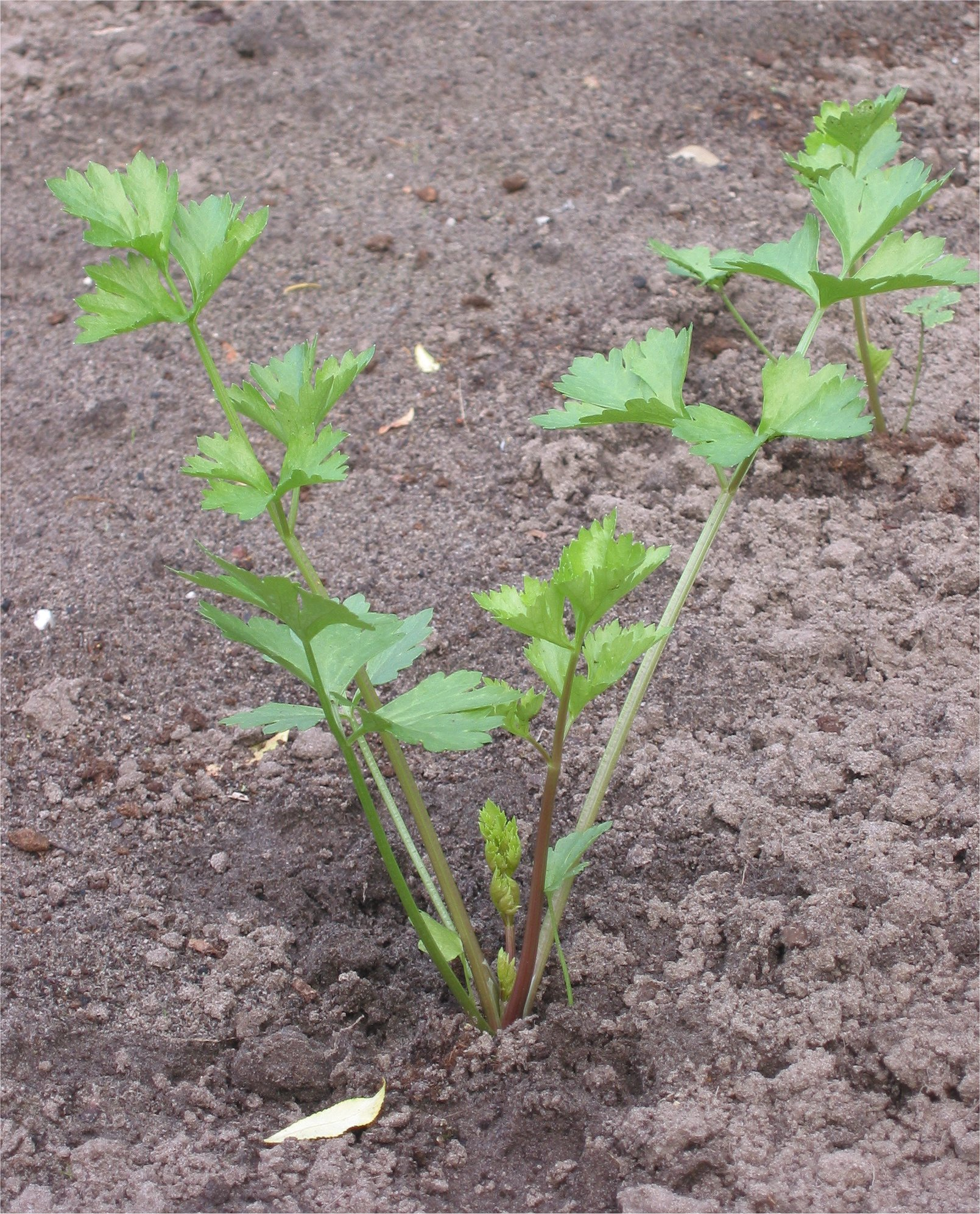
jonge plant van 'Dolvi'
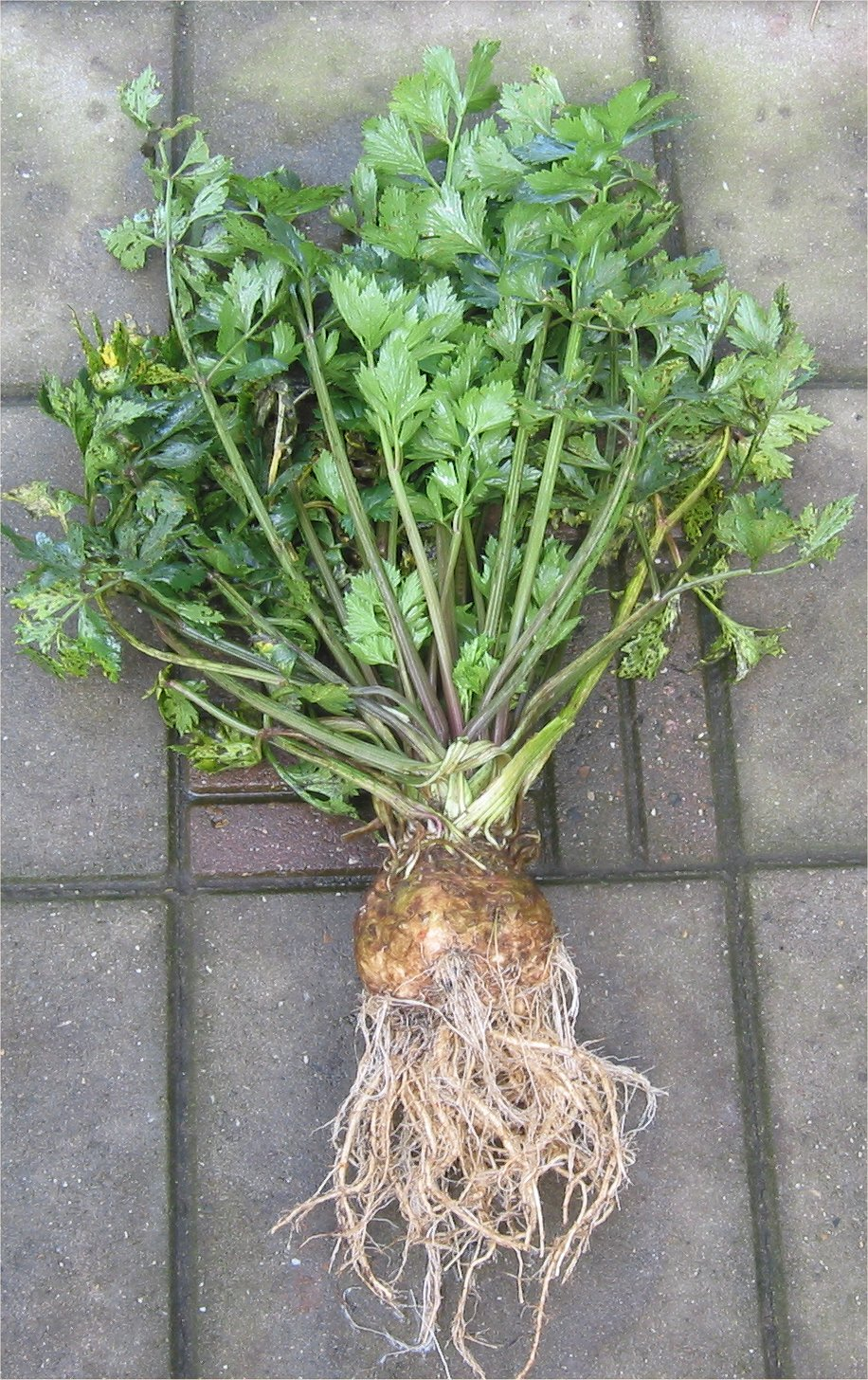
volgroeide plant van 'Dolvi'
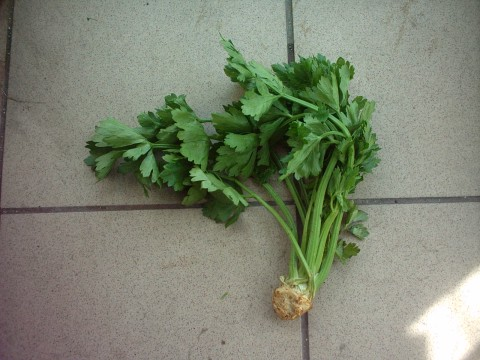
onvolgroeide knol
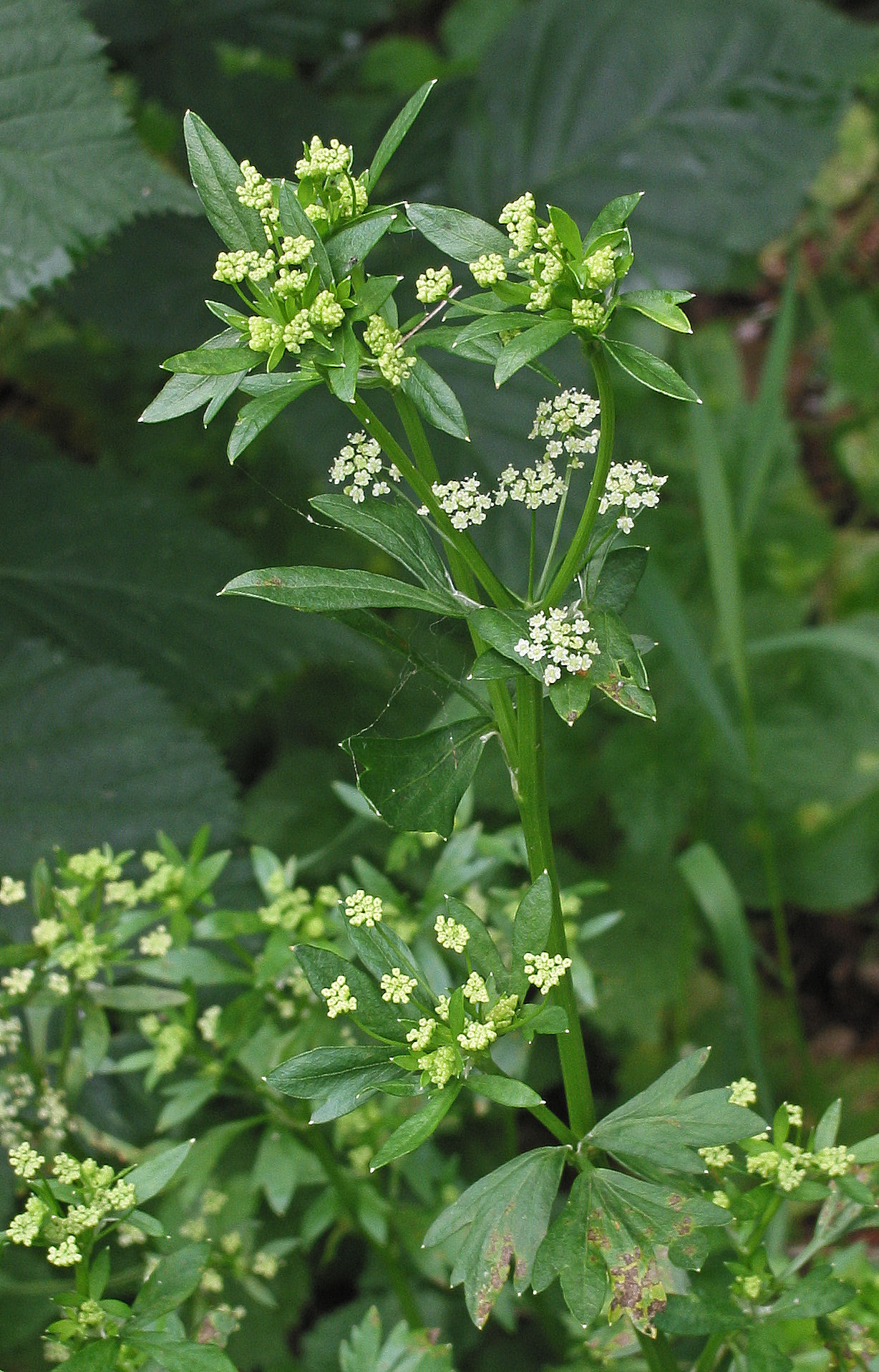
bloeiend
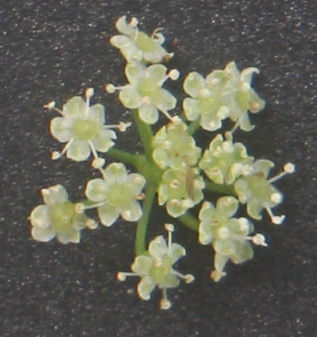
bloemen
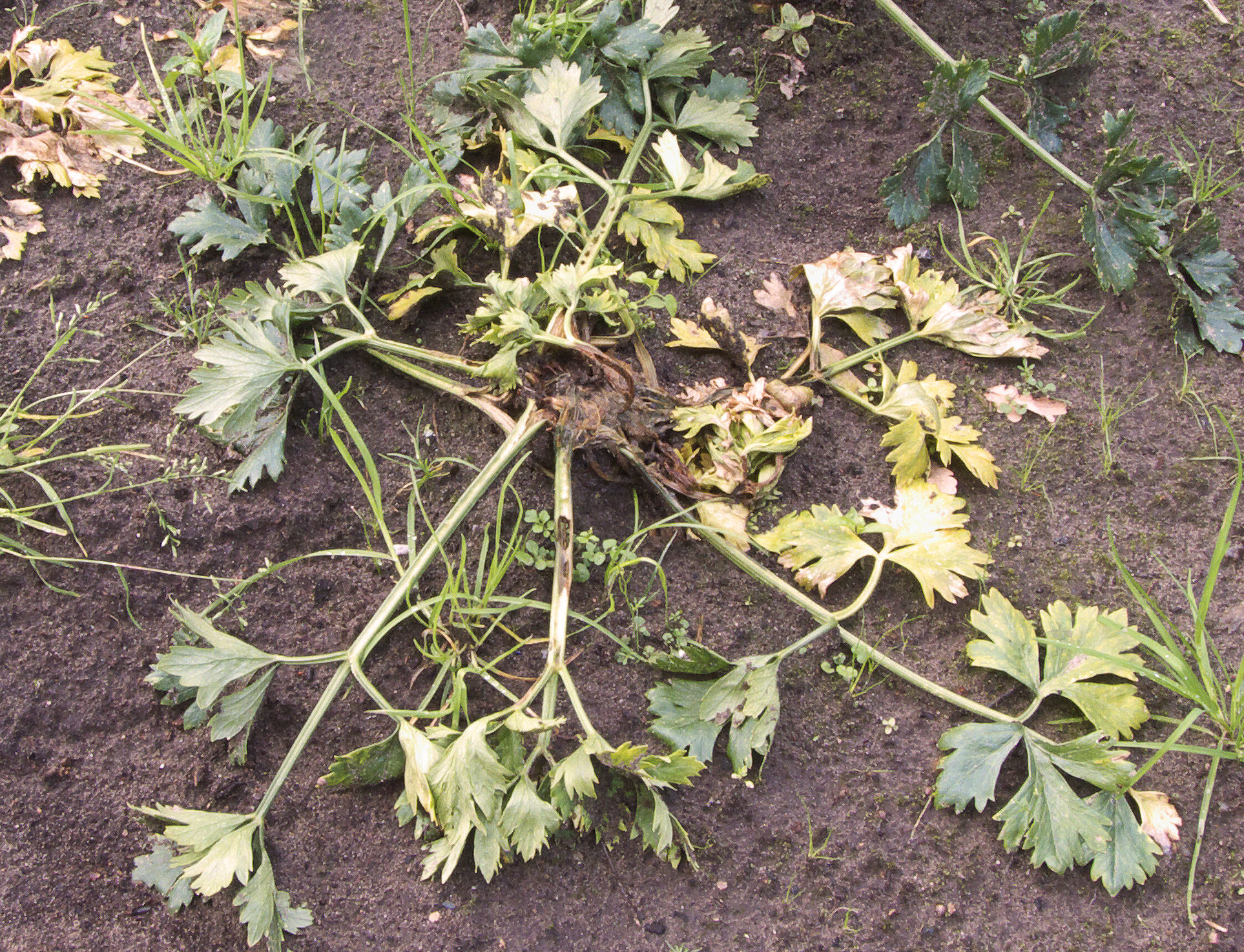
Hartrot bij 'Monarch'

... · 
A. graveolens (Selderij) · 
A. graveolens var. dulce (Bleekselderij) · 
A. graveolens var. rapaceum (Knolselderij) · 
A. graveolens var. secalinum (Snijselderij) · 
A. inundatum (Ondergedoken moerasscherm) · 
A. nodiflorum (Groot moerasscherm) · 
A. repens (Kruipend moerasscherm) · 
...